# Ellerstadt
Ellerstadt är en kommun och ort i Landkreis Bad Dürkheim i förbundslandet Rheinland-Pfalz i Tyskland.
Kommunen ingår i kommunalförbundet Verbandsgemeinde Wachenheim an der Weinstraße tillsammans med ytterligare tre kommuner.